# Tocotronic/Diskografie
Diese Diskografie ist eine Übersicht über die musikalischen Werke der deutschen Rockband Tocotronic. Ihre erfolgreichste Veröffentlichung ist das zwölfte Studioalbum Die Unendlichkeit, das zum Nummer-eins-Album und dreifachen Top-10-Album avancierte.

## Alben

### Studioalben

Frontcover zu Tocotronic.

Frontcover zu Kapitulation.

| Jahr | Titel Musiklabel                                               | Höchstplatzierung, Gesamtwochen, AuszeichnungChartplatzierungen (Jahr, Titel, Musiklabel, Platzierungen, Wochen, Auszeichnungen, Anmerkungen) | Höchstplatzierung, Gesamtwochen, AuszeichnungChartplatzierungen (Jahr, Titel, Musiklabel, Platzierungen, Wochen, Auszeichnungen, Anmerkungen) | Höchstplatzierung, Gesamtwochen, AuszeichnungChartplatzierungen (Jahr, Titel, Musiklabel, Platzierungen, Wochen, Auszeichnungen, Anmerkungen) | Anmerkungen                            |
| Jahr | Titel Musiklabel                                               | DE | AT | CH | Anmerkungen                            |
| ---- | -------------------------------------------------------------- | --- | --- | --- | -------------------------------------- |
| 1995 | Digital ist besser L’age d’or (RTD)                            | — | — | — | Erstveröffentlichung: 6. März 1995     |
| 1995 | Nach der verlorenen Zeit L’age d’or (RTD)                      | — | — | — | Erstveröffentlichung: 31. Juli 1995    |
| 1996 | Wir kommen um uns zu beschweren L’age d’or (RTD)               | DE47 (9 Wo.)DE | — | — | Erstveröffentlichung: 1. April 1996    |
| 1997 | Es ist egal, aber L’age d’or (RTD)                             | DE13 (8 Wo.)DE | AT21 (9 Wo.)AT | — | Erstveröffentlichung: 28. Juli 1997    |
| 1999 | K.O.O.K. L’age d’or (RTD)                                      | DE7 (8 Wo.)DE | AT18 (8 Wo.)AT | — | Erstveröffentlichung: 26. Juli 1999    |
| 2002 | Tocotronic L’age d’or (RTD)                                    | DE5 (7 Wo.)DE | AT6 (10 Wo.)AT | — | Erstveröffentlichung: 10. Juni 2002    |
| 2005 | Pure Vernunft darf niemals siegen L’age d’or (RTD)             | DE3 (18 Wo.)DE | AT9 (7 Wo.)AT | CH32 (3 Wo.)CH | Erstveröffentlichung: 17. Januar 2005  |
| 2007 | Kapitulation Vertigo Records (UMG)                             | DE3 (10 Wo.)DE | AT10 (9 Wo.)AT | CH35 (3 Wo.)CH | Erstveröffentlichung: 6. Juli 2007     |
| 2010 | Schall & Wahn Vertigo Records (UMG)                            | DE1 (7 Wo.)DE | AT5 (6 Wo.)AT | CH13 (5 Wo.)CH | Erstveröffentlichung: 22. Januar 2010  |
| 2013 | Wie wir leben wollen Vertigo Records (UMG)                     | DE3 (7 Wo.)DE | AT5 (5 Wo.)AT | CH17 (2 Wo.)CH | Erstveröffentlichung: 25. Januar 2013  |
| 2015 | Tocotronic auch bekannt als: Rotes Album Vertigo Records (UMG) | DE3 (6 Wo.)DE | AT4 (4 Wo.)AT | CH15 (2 Wo.)CH | Erstveröffentlichung: 1. Mai 2015      |
| 2018 | Die Unendlichkeit Vertigo Records (UMG)                        | DE1 (8 Wo.)DE | AT5 (5 Wo.)AT | CH10 (3 Wo.)CH | Erstveröffentlichung: 26. Januar 2018  |
| 2022 | Nie wieder Krieg Vertigo Records (UMG)                         | DE2 (8 Wo.)DE | AT3 (2 Wo.)AT | CH11 (2 Wo.)CH | Erstveröffentlichung: 28. Januar 2022  |
| 2025 | Golden Years Epic Records (Sony)                               | DE2 (3 Wo.)DE | AT4 (2 Wo.)AT | CH12 (1 Wo.)CH | Erstveröffentlichung: 14. Februar 2025 |

### Livealben
| Jahr | Titel Musiklabel                          | Anmerkungen                                                                           |
| ---- | ----------------------------------------- | ------------------------------------------------------------------------------------- |
| 2008 | Kapitulation – Live Vertigo Records (UMG) | Erstveröffentlichung: 11. Januar 2008 Verkäufe werden in DE Kapitulation hinzuaddiert |

### Kompilationen
| Jahr | Titel Musiklabel                                           | Höchstplatzierung, Gesamtwochen, AuszeichnungChartplatzierungen (Jahr, Titel, Musiklabel, Platzierungen, Wochen, Auszeichnungen, Anmerkungen) | Höchstplatzierung, Gesamtwochen, AuszeichnungChartplatzierungen (Jahr, Titel, Musiklabel, Platzierungen, Wochen, Auszeichnungen, Anmerkungen) | Höchstplatzierung, Gesamtwochen, AuszeichnungChartplatzierungen (Jahr, Titel, Musiklabel, Platzierungen, Wochen, Auszeichnungen, Anmerkungen) | Anmerkungen                            |
| Jahr | Titel Musiklabel                                           | DE | AT | CH | Anmerkungen                            |
| ---- | ---------------------------------------------------------- | --- | --- | --- | -------------------------------------- |
| 2003 | 10th Anniversary Rock-O-Tronic Records                     | — | — | — | Erstveröffentlichung: 1. Dezember 2003 |
| 2006 | The Best of Tocotronic L’age d’or (RTD)                    | DE51 (1 Wo.)DE | AT53 (2 Wo.)AT | — | Erstveröffentlichung: 1. Mai 2006      |
| 2013 | >20< Rock-O-Tronic Records                                 | — | — | — | Erstveröffentlichung: 9. August 2013   |
| 2020 | Sag alles ab – The Best of 1994–2020 Vertigo Records (UMG) | DE2 (3 Wo.)DE | AT35 (1 Wo.)AT | CH85 (1 Wo.)CH | Erstveröffentlichung: 21. August 2020  |

### Remixalben
| Jahr | Titel Musiklabel                        | Höchstplatzierung, Gesamtwochen, AuszeichnungChartplatzierungen (Jahr, Titel, Musiklabel, Platzierungen, Wochen, Auszeichnungen, Anmerkungen) | Höchstplatzierung, Gesamtwochen, AuszeichnungChartplatzierungen (Jahr, Titel, Musiklabel, Platzierungen, Wochen, Auszeichnungen, Anmerkungen) | Höchstplatzierung, Gesamtwochen, AuszeichnungChartplatzierungen (Jahr, Titel, Musiklabel, Platzierungen, Wochen, Auszeichnungen, Anmerkungen) | Anmerkungen                         |
| Jahr | Titel Musiklabel                        | DE | AT | CH | Anmerkungen                         |
| ---- | --------------------------------------- | --- | --- | --- | ----------------------------------- |
| 2000 | K.O.O.K. – Variationen L’age d’or (RTD) | DE82 (1 Wo.)DE | — | — | Erstveröffentlichung: 31. Juli 2000 |

### EPs
| Jahr | Titel Musiklabel                  | Anmerkungen                              |
| ---- | --------------------------------- | ---------------------------------------- |
| 2021 | Die Sanften Vertigo Records (UMG) | Erstveröffentlichung: 17. September 2021 |

## Singles

Frontcover zu Pure Vernunft darf niemals siegen.

| Jahr | Titel Album                                                             | Höchstplatzierung, Gesamtwochen, AuszeichnungChartplatzierungen (Jahr, Titel, Album, Platzierungen, Wochen, Auszeichnungen, Anmerkungen) | Höchstplatzierung, Gesamtwochen, AuszeichnungChartplatzierungen (Jahr, Titel, Album, Platzierungen, Wochen, Auszeichnungen, Anmerkungen) | Höchstplatzierung, Gesamtwochen, AuszeichnungChartplatzierungen (Jahr, Titel, Album, Platzierungen, Wochen, Auszeichnungen, Anmerkungen) | Anmerkungen                                                        |
| Jahr | Titel Album                                                             | DE | AT | CH | Anmerkungen                                                        |
| ---- | ----------------------------------------------------------------------- | --- | --- | --- | ------------------------------------------------------------------ |
| 1994 | Meine Freundin und ihr Freund Digital ist besser                        | — | — | — | Erstveröffentlichung: 1994                                         |
| 1995 | Du bist ganz schön bedient Nach der verlorenen Zeit                     | — | — | — | Erstveröffentlichung: 1995                                         |
| 1995 | You Are Quite Cool –                                                    | — | — | — | Erstveröffentlichung: 1995                                         |
| 1995 | Ich möchte Teil einer Jugendbewegung sein Digital ist besser            | — | — | — | Erstveröffentlichung: 1995                                         |
| 1995 | Freiburg Digital ist besser                                             | — | — | — | Erstveröffentlichung: 1995 Neuauflage: 19. Juni 2000 (vs. Console) |
| 1996 | Die Welt kann mich nicht mehr verstehen Wir kommen um uns zu beschweren | — | — | — | Erstveröffentlichung: 4. März 1996                                 |
| 1997 | Sie wollen uns erzählen Es ist egal, aber                               | DE65 (1 Wo.)DE | — | — | Erstveröffentlichung: 16. Juni 1997                                |
| 1997 | Dieses Jahr Es ist egal, aber                                           | DE90 (1 Wo.)DE | — | — | Erstveröffentlichung: 3. Oktober 1997                              |
| 1999 | Let There Be Rock K.O.O.K.                                              | DE38 (3 Wo.)DE | — | — | Erstveröffentlichung: 7. Juni 1999                                 |
| 1999 | Jackpot K.O.O.K.                                                        | DE97 (1 Wo.)DE | — | — | Erstveröffentlichung: 25. Oktober 1999                             |
| 2000 | Tomorrow Will Be Like Today K.O.O.K. (English-Version)                  | — | — | — | Erstveröffentlichung: 2000                                         |
| 2002 | This Boy Is Tocotronic Tocotronic                                       | DE48 (3 Wo.)DE | AT51 (3 Wo.)AT | — | Erstveröffentlichung: 13. Mai 2002                                 |
| 2002 | Hi Freaks Tocotronic                                                    | DE77 (1 Wo.)DE | — | — | Erstveröffentlichung: 30. September 2002                           |
| 2005 | Aber hier leben, nein danke Pure Vernunft darf niemals siegen           | DE72 (2 Wo.)DE | — | — | Erstveröffentlichung: 24. Januar 2005                              |
| 2005 | Gegen den Strich Pure Vernunft darf niemals siegen                      | DE100 (1 Wo.)DE | — | — | Erstveröffentlichung: 21. März 2005                                |
| 2005 | Pure Vernunft darf niemals siegen                                       | — | — | — | Erstveröffentlichung: 25. Juli 2005                                |
| 2007 | Kapitulation                                                            | DE69 (3 Wo.)DE | — | — | Erstveröffentlichung: 7. Juni 2007                                 |
| 2007 | Imitationen Kapitulation                                                | DE96 (1 Wo.)DE | — | — | Erstveröffentlichung: 14. September 2007                           |
| 2008 | Mein Ruin Kapitulation                                                  | — | — | — | Erstveröffentlichung: 11. Januar 2008                              |
| 2008 | Für immer jung –                                                        | — | — | — | Erstveröffentlichung: 11. April 2008                               |
| 2010 | Macht es nicht selbst Schall & Wahn                                     | DE86 (1 Wo.)DE | AT43 (3 Wo.)AT | — | Erstveröffentlichung: 8. Januar 2010                               |
| 2010 | Im Zweifel für den Zweifel Schall & Wahn                                | — | — | — | Erstveröffentlichung: 23. April 2010                               |
| 2010 | Die Folter endet nie Schall & Wahn                                      | — | — | — | Erstveröffentlichung: 21. Oktober 2010                             |
| 2013 | Auf dem Pfad der Dämmerung Wie wir leben wollen                         | — | — | — | Erstveröffentlichung: 4. Januar 2013                               |
| 2013 | Ich will für dich nüchtern bleiben Wie wir leben wollen                 | — | — | — | Erstveröffentlichung: 12. April 2013                               |
| 2013 | Warte auf mich auf dem Grund des Swimmingpools Wie wir leben wollen     | — | — | — | Erstveröffentlichung: 1. November 2013 feat. WestBam & Die Vögel   |
| 2015 | Prolog Das rote Album                                                   | — | — | — | Erstveröffentlichung: 20. Februar 2015                             |
| 2015 | Die Erwachsenen Das rote Album                                          | — | — | — | Erstveröffentlichung: 24. April 2015                               |
| 2015 | Rebel Boy Das rote Album                                                | — | — | — | Erstveröffentlichung: 17. Juli 2015                                |
| 2015 | Zucker Das rote Album                                                   | — | — | — | Erstveröffentlichung: 28. August 2015                              |
| 2015 | Spiralen Das rote Album                                                 | — | — | — | Erstveröffentlichung: 11. Dezember 2015                            |
| 2017 | Hey Du Die Unendlichkeit                                                | — | — | — | Erstveröffentlichung: 10. November 2017                            |
| 2017 | Die Unendlichkeit                                                       | — | — | — | Erstveröffentlichung: 15. Dezember 2017                            |
| 2018 | Electric Guitar Die Unendlichkeit                                       | — | — | — | Erstveröffentlichung: 12. Januar 2018                              |
| 2019 | Ausgerechnet Du hast mich gerettet Die Unendlichkeit                    | — | — | — | Erstveröffentlichung: 29. März 2019 (Remix)                        |
| 2020 | Hoffnung Nie wieder Krieg                                               | — | — | — | Erstveröffentlichung: 8. April 2020                                |
| 2021 | Jugend ohne Gott gegen Faschismus Nie wieder Krieg                      | — | — | — | Erstveröffentlichung: 24. September 2021                           |
| 2021 | Ich tauche auf Nie wieder Krieg                                         | — | — | — | Erstveröffentlichung: 15. Oktober 2021 feat. Soap & Skin           |
| 2021 | Nie wieder Krieg                                                        | — | — | — | Erstveröffentlichung: 10. Dezember 2021                            |
| 2022 | Ich hasse es hier Nie wieder Krieg                                      | — | — | — | Erstveröffentlichung: 28. Januar 2022                              |
| 2024 | Denn sie wissen, was sie tun Golden Years                               | — | — | — | Erstveröffentlichung: 18. Oktober 2024                             |
| 2024 | Golden Years                                                            | — | — | — | Erstveröffentlichung: 29. November 2024                            |
| 2025 | Bleib am Leben Golden Years                                             | — | — | — | Erstveröffentlichung: 17. Januar 2025                              |
| 2025 | Bye Bye Berlin Golden Years                                             | — | — | — | Erstveröffentlichung: 13. Februar 2025                             |

## Videoalben und Musikvideos

### Videoalben
| Jahr | Titel Musiklabel                       | Anmerkungen                            |
| ---- | -------------------------------------- | -------------------------------------- |
| 1998 | Tocotronics L’age d’or (Lado)          | Erstveröffentlichung: 1998             |
| 2003 | 10th Anniversary Rock-O-Tronic Records | Erstveröffentlichung: 1. Dezember 2003 |

### Musikvideos
| Jahr | Titel                                          | Regisseur(e)            |
| ---- | ---------------------------------------------- | ----------------------- |
| 1995 | Wir sind hier nicht in Seattle, Dirk           | Henrik Peschel          |
| 1996 | Die Welt kann mich nicht mehr verstehen        | Peter Palatsik          |
| 1996 | So jung kommen wir nicht mehr zusammen         | Peter Palatsik          |
| 1997 | Sie wollen uns erzählen                        | Til & Nika              |
| 1997 | Dieses Jahr                                    | Til & Nika              |
| 1999 | Let There Be Rock                              | Til & Nika              |
| 1999 | Jackpot                                        | Til & Nika              |
| 2000 | Freiburg V 3.0                                 | La Poilutation Cyqlique |
| 2000 | Tomorrow Will Be Like Today                    | Jutta Pohlmann          |
| 2002 | This Boy Is Tocotronic                         | Stephanie von Beauvais  |
| 2002 | Hi Freaks – Time and Tide Mix                  | Stephanie von Beauvais  |
| 2002 | Sailorman                                      |                         |
| 2005 | Aber hier leben, nein danke                    | Til Obladen             |
| 2005 | Gegen den Strich                               | Stephanie von Beauvais  |
| 2005 | Pure Vernunft darf niemals siegen              |                         |
| 2007 | Kapitulation                                   | Alex & Liane            |
| 2007 | Imitationen                                    | Alex & Liane            |
| 2007 | Mein Ruin                                      | Stephanie von Beauvais  |
| 2010 | Macht es nicht selbst                          | Stephanie von Beauvais  |
| 2010 | Im Zweifel für den Zweifel                     | Stephanie von Beauvais  |
| 2013 | Auf dem Pfad der Dämmerung                     | Stephanie von Beauvais  |
| 2013 | Warte auf mich auf dem Grund des Swimmingpools | Aron Krause             |
| 2013 | Ich will für dich nüchtern bleiben             | Nina Könnemann          |
| 2015 | Prolog                                         | Alexa Karolinski        |
| 2015 | Die Erwachsenen                                | Alexa Karolinski        |
| 2015 | Rebel Boy                                      | Alexa Karolinski        |
| 2015 | Zucker                                         | Timo Schierhorn & Uwe   |
| 2015 | Spiralen                                       | OH MY                   |
| 2017 | Hey Du                                         | Maximilian Wiedenhofer  |
| 2017 | Die Unendlichkeit                              | Maximilian Wiedenhofer  |
| 2018 | Electric Guitar                                | Maximilian Wiedenhofer  |
| 2018 | Bis uns das Licht vertreibt                    | Maximilian Wiedenhofer  |
| 2020 | Hoffnung                                       | Timo Schierhorn         |
| 2021 | Jugend ohne Gott gegen Faschismus              | Timo Schierhorn         |
| 2021 | Ich tauche auf                                 | Timo Schierhorn         |
| 2021 | Nie wieder Krieg                               | Maximilian Wiedenhofer  |
| 2022 | Ich hasse es hier                              |                         |
| 2024 | Denn sie wissen, was sie tun                   | Timo Schierhorn         |
| 2024 | Golden Years                                   | Timo Schierhorn         |
| 2025 | Bleib am Leben                                 | Max Wiedenhofer         |
| 2025 | Bye Bye Berlin                                 | Timo Schierhorn         |

## Sonderveröffentlichungen

### Alben
| Jahr | Titel Musiklabel                                                               | Anmerkungen |
| ---- | ------------------------------------------------------------------------------ | --- |
| 1997 | Themenabend Backyard A.T. Recordings (BATR)                                    | Erstveröffentlichung: 1997 Verkäufe: 500 (limitiert); Fan-Club-Veröffentlichung                                   |
| 1999 | Live auf dem Petersberg Backyard A.T. Recordings (BATR)                        | Erstveröffentlichung: 1999 Verkäufe: 1.000 (limitiert)                                                            |
| 2000 | K.O.O.K. – Variationen EP 1 L’age d’or (RTD)                                   | Erstveröffentlichung: 31. Juli 2000 Teilveröffentlichung von K.O.O.K. – Variationen                               |
| 2000 | K.O.O.K. – Variationen EP 2 L’age d’or (RTD)                                   | Erstveröffentlichung: 31. Juli 2000 Teilveröffentlichung von K.O.O.K. – Variationen                               |
| 2005 | Mystery Symphony L’age d’or (RTD)                                              | Erstveröffentlichung: 17. Januar 2005 Teil von Pure Vernunft darf niemals siegen (Limited Edition)                |
| 2013 | Lied der Jugend Vertigo Records (UMG)                                          | Erstveröffentlichung: 25. Januar 2013 Teil von Wie wir leben wollen (Limited Edition)                             |
| 2018 | Schlittenflug Vertigo Records (UMG)                                            | Erstveröffentlichung: 26. Januar 2018 Teil von Die Unendlichkeit (Limited Edition)                                |
| 2018 | Die Unendlichkeit / Bis uns das Licht vertreibt (Remixe) Vertigo Records (UMG) | Erstveröffentlichung: 8. Juni 2018 Kompakt-Exklusiv-Veröffentlichung                                              |
| 2022 | Sirius Vertigo Records (UMG)                                                   | Erstveröffentlichung: 28. Januar 2022 Teil von Nie wieder Krieg (Limited Edition)                                 |
| 2025 | Hi Freaks / Jackpot Rock-O-Tronic Records (Musikexpress)                       | Erstveröffentlichung: 10. Januar 2025 Teil der Serie Musikexpress Exclusive Vinyl, Beilage im Musikexpress 2/2025 |

| Jahr | Titel Musiklabel                                     | Anmerkungen |
| ---- | ---------------------------------------------------- | --- |
| 1998 | Live in Roskilde Tug Rec                             | Erstveröffentlichung: 1998 Verkäufe: 2.222 (limitiert)                                                              |
| 2012 | Live 1993–2012 Rock-O-Tronic Records (Rolling Stone) | Erstveröffentlichung: 19. Dezember 2012 Teil der „Rolling-Stone-Exclusives“-Reihe; Beilage im Rolling Stone 01/2012 |
| 2022 | Live Musikexpress (Musikexpress)                     | Erstveröffentlichung: 13. Januar 2022 Beilage im Musikexpress 02/2012                                               |

| Jahr | Titel Musiklabel                                  | Anmerkungen                                                                                          |
| ---- | ------------------------------------------------- | --- |
| 2020 | Raritäten Vertigo Records (UMG)                   | Erstveröffentlichung: 21. August 2020 Teil von Sag alles ab – The Best of 1994–2020 (Deluxe Edition) |
| 2021 | Sag alles ab – Raritäten 3b Vertigo Records (UMG) | Erstveröffentlichung: 8. April 2021 Teilveröffentlichung von Raritäten                               |
| 2021 | Sag alles ab – Raritäten 3a Vertigo Records (UMG) | Erstveröffentlichung: 9. April 2021 Teilveröffentlichung von Raritäten                               |

### Lieder
| Jahr | Titel Album                                       | Anmerkungen                                                              |
| ---- | ------------------------------------------------- | ------------------------------------------------------------------------ |
| 1998 | Nicolette Krebitz wartet Fettes Brot lässt grüßen | Erstveröffentlichung: 5. Oktober 1998 Fettes Brot feat. Tocotronic       |
| 2008 | Kapitulation Rhythms del Mundo – Cubano Alemán    | Erstveröffentlichung: 29. August 2008 Rhythms del Mundo feat. Tocotronic |

| Jahr | Titel Soundtrack zu                                                     | Anmerkungen                             |
| ---- | ----------------------------------------------------------------------- | --------------------------------------- |
| 1998 | Ein Abend im Rotary Club Der Strand von Trouville                       | Erstveröffentlichung: 3. August 1998    |
| 2004 | Ich bin viel zu lange mit euch mitgegangen Die fetten Jahre sind vorbei | Erstveröffentlichung: 29. November 2004 |

### Videoalben
| Jahr | Titel Musiklabel                                                       | Anmerkungen                                                                |
| ---- | ---------------------------------------------------------------------- | -------------------------------------------------------------------------- |
| 2007 | Tocotronic produzieren Album Nr. 8: Kapitulation Vertigo Records (UMG) | Erstveröffentlichung: 6. Juli 2007 Teil von Kapitulation (Limited-Edition) |
| 2012 | Live @ Rockpalast Sony Music (Sony)                                    | Erstveröffentlichung: 9. November 2012 Teil der „Rockpalast“-Reihe         |

## Promoveröffentlichungen
| Jahr | Titel Album               | Anmerkungen                                                    |
| ---- | ------------------------- | -------------------------------------------------------------- |
| 2007 | Sag alles ab Kapitulation | Erstveröffentlichung: 11. Mai 2007 Verkäufe: 1.500 (limitiert) |

| Jahr | Titel Album                                                           | Anmerkungen                                                                                      |
| ---- | --------------------------------------------------------------------- | ------------------------------------------------------------------------------------------------ |
| 1996 | Pink Deluxe / Gott sei dank haben wir beide uns gehabt –              | Erstveröffentlichung: 1996 mit Chokebore                                                         |
| 1996 | Split –                                                               | Erstveröffentlichung: 11. November 1996 mit Christoph De Babalon                                 |
| 1998 | Split –                                                               | Erstveröffentlichung: 1998 mit Fuck                                                              |
| 2009 | Ich verabscheue euch wegen eurer Kleinkunst zutiefst / Die Toco Die – | Erstveröffentlichung: 30. Oktober 2009 Verkäufe: 500 (limitiert); vs. Deichkind & Daniel Richter |
| 2014 | Remixes –                                                             | Erstveröffentlichung: 19. April 2014 mit Stereofysh; RSD-Veröffentlichung                        |

## Statistik

### Chartauswertung
|                     | DE     | AT     | CH    |
| ------------------- | ------ | ------ | ----- |
| Nummer-eins-Alben   | DE2DE  | AT—AT  | CH—CH |
| Top-10-Alben        | DE11DE | AT9AT  | CH1CH |
| Alben in den Charts | DE15DE | AT13AT | CH9CH |

|                       | DE     | AT    | CH    |
| --------------------- | ------ | ----- | ----- |
| Nummer-eins-Singles   | DE—DE  | AT—AT | CH—CH |
| Top-10-Singles        | DE—DE  | AT—AT | CH—CH |
| Singles in den Charts | DE11DE | AT2AT | CH—CH |